# Gud, dig min sak hemställer jag
Gud, dig min sak hemställer jag (tyska: Ich hab Sach Gott heimgestellt) är en tysk begravningspsalm skriven av Johannes Pappus. Texten översattes till svenska av okänd person.
|  |
|  |

## Publicerad i
- Den svenska psalmboken 1694 som nummer 449 under rubriken "Död- och Begrafnings Psalmer".
- 1695 års psalmbok som nummer 384 under rubriken "Dödz- och Begrafningz-Psalmer".[1]
- Den svenska psalmboken 1819 som nummer 468 under rubriken "Med avseende på de yttersta tingen: Kristlig bön om en salig ändalykt och stilla hängivenhet under Guds vilja".